# L'Algérino
Samir Djourhlel, mer känd under sitt artistnamn L'Algérino är en fransk/algerisk rappare och sångare född 2 maj 1981 i Marseille, Frankrike.

## Karriär
L'Algérino började rappa när han var 11 år gammal, inspirerad av Suprême NTM och IAM. Under artistnamnet SamirHan var tidigt i karriären medlem i hiphopgrupperna B-Vice Junior och 45 Niggaz och släppte album med båda grupperna. Han fick sitt stora genombrott 2002 när han var med på Psy 4 de la Rime's album Block Party och Akhenaton's Black Album. Samir och Akhenaton blev goda vänner efter samarbetet och Akhenaton gav Samir hans artistnamn L'Algerino och signade honom till hans skivbolag 361 Records. Han släppte sitt debutalbum Les derniers seront les premiers via skivbolaget 2005. Albumet blev en succé och L'Algerino blev därefter signad av 609 Productions, ett dotterbolag till Warner Bros.. Via det skivbolaget släppte han sitt uppföljaralbum Mentalité pirate år 2007.
2010 släppte han albumet Effet miroir som sålde guld och singeln Sur la tête de ma mère blev en stor hit i Frankrike. 2014 signade L'Algerino till Monstre Marin Corporation, ett dotterbolag till Universal och släppte via dem sitt femte studioalbum Aigle Royal. L'Algerino's senaste två studioalbum Oriental Dream (2015) och Banderas (2016) släpptes via bolaget Black Pearl Music och har sett L'Algerino övergå från att göra mer klassisk rap och hiphop till mera sång och latinopop-inspirerad musik.
2016 kom hans hittills mest sålda album, Banderas. Singlarna Si tu savais, Banderas och Panama blev alla stora hits. I mars 2017 släpptes Les Menottes (Tching Tchang Tchong) som blev en global hit och låten med tillhörande video har över 593 miljoner visningar på YouTube.

## Diskografi

### Album
| År   | Album                            | Topplistor | Topplistor | Skivbolag                  |
| År   | Album                            | FR         | BEL (Wa)   | Skivbolag                  |
| ---- | -------------------------------- | ---------- | ---------- | -------------------------- |
| 2005 | Les derniers seront les premiers | 32         | –          | 361 Recordz                |
| 2007 | Mentalité pirate                 | 26         | –          | Six-O-Nine Productions     |
| 2010 | Effet miroir                     | 20         | –          | Six-O-Nine                 |
| 2011 | C'est correct                    | 27         | –          | Six-O-Nine                 |
| 2014 | Aigle royal                      | 36         | 103        | Monstre Marin Corporation  |
| 2015 | Oriental Dream                   | 24         | 90         | Black Pearl Music/Musicast |
| 2016 | Banderas                         | 12         | 34         | Black Pearl Music/Musicast |
| 2018 | International                    | 5          | 7          | Caroline France/Only Pro   |

### Singlar
| År   | Singel                                | Topplista | Topplista      | Skivbolag | Album         |
| År   | Singel                                | FR        | BEL (Wa)       | Skivbolag | Album         |
| ---- | ------------------------------------- | --------- | -------------- | --------- | ------------- |
| 2010 | "Sur la tête de ma mère"              | –         | 9* (Ultratip)  |           |               |
| 2011 | "Avec le sourire"                     | 57        | –              |           | C'est correct |
| 2014 | "Les bronzés font du biff"            | –         | 29* (Ultratip) |           | Aigle royal   |
| 2014 | "Humeur d'un soir"                    | 117       | –              |           | Aigle royal   |
| 2015 | "Le prince de la ville"               | 105       | –              |           |               |
| 2016 | "Banderas"                            | 118       | –              |           | Banderas      |
| 2016 | "Savastano" (med Alonzo)              | 102       | –              |           | Banderas      |
| 2016 | "Si tu savais"                        | 163       | –              |           | Banderas      |
| 2016 | "Seni Seni"                           | 167       | –              |           | Banderas      |
| 2017 | "Les menottes (Tching Tchang Tchong)" | 41        | –              |           |               |

*Var inte med på den officiella belgiska Ultratop 50-listan, utan bara på bubblarlistan.